# 賽普勒斯文件
賽普勒斯文件（英語：The Cyprus Papers），是於2020年8月，由半島電視台的新聞報導，揭發一些來自中華人民共和國、俄羅斯、烏克蘭等國家的富豪與貪污份子，利用購買賽普勒斯的護照與國籍，以便將財產非法轉移到海外。